# Torre de Hurtado de Mendoza
La torre de Hurtado de Mendoza, está situada en Mártioda, en el municipio de Vitoria (Álava, España).
Mártioda se encuentra en lo alto de una colina que dominaba los caminos de las rutas del siglo XVI que pasaban próximos a la sierra de Badaya. Su situación frente al puerto de Arrato, paso natural desde la Llanada Alavesa a Zuya y, por este valle, a los puertos vizcaínos, le confiere un especial valor estratégico.
En el extremo norte de la localidad se encuentra la Torre. El actual acceso al poblado se hace desde el sur y va subiendo paulatinamente hasta encontrar la torre, a partir de la cual, por el norte, el terreno desciende bruscamente, conformando una verdadera muralla.
Esta posición privilegiada, en el punto más alto, hace que la torre dé una imagen de gran potencia. Próxima a la torre se encuentra la iglesia, en posición más baja y sin torre-campanario, seguramente para evitar la competencia visual. Los señores de la torre fueron patronos del templo.

## Descripción
Se trata de un torreón de planta rectangular, en proporción de casi dos a uno, que inicialmente fue exento. Se encuentra construido con mampostería y sillarejo en las esquinas. Su altura, de unos veinte metros, duplica los diez del lado menor, por lo que, de no ser por el palacio que la envuelve, su proporción sería increíblemente esbelta. Actualmente tiene cuatro alturas, sin embargo las cotas de forjado originales nada tuvieron que ver con las que ahora vemos, como se aprecia en las distintas alturas de huecos medievales.
De los vanos originales, góticos, debe destacarse el situado en la fachada principal, de arco apuntado y metro y medio de altura. Las dos fachadas laterales también disponen de huecos góticos, tapados, de similares características, pero de menor tamaño. Estos huecos permiten aproximar la construcción del inmueble a finales del siglo XIII, siendo posterior a la torre de Mendoza.
En el muro se encuentran saeteras distribuidas por el perímetro, e incluso restos de una escalera, originalmente exterior, que daba acceso al primer piso de la torre, como era habitual en este tipo de construcciones. La portada de acceso, situada en el medio del torreón, es de arco apuntado, de 2,40 m de alto por 1,20 m de ancho. 
El torreón medieval estuvo rodeado, por tres de sus lados, de un foso, con barbacana o muralla en su orilla. El cuarto lado era el talud de la colina, por lo que no se precisó de foso defensivo. Según un testimonio de 1694, el foso tenía puente levadizo y cadenas, era hondo y bien abierto. Hoy solo se mantiene el foso en el lado sur, mide 4,20 m de anchura y conserva un puente de acceso, aunque no es el original levadizo. Sobre él se encuentran dos modillones del matacán que defendía la puerta de entrada al recinto, construida con un arco de piedra. El resto de huecos del muro defensivo son saeteras de 0,55 m de altura.
Los Hurtados de Mendoza debieron vivir poco en la torre. Se sabe que en el siglo XVI vivían en Vitoria, quedando la torre a cargo de alcaldes. En 1527 el torreón servía de cárcel de los señoríos sobre los que los Hurtado ejercían la jurisdicción. En el siglo XVII se encontraba en ruina, con los tejados hundidos y casas construidas contra la barbacana. 
En el siglo XVIII D. Joaquín María Hurtado de Mendoza, Conde de Villafuerte y Marqués de Miraval, daba una nueva vida a Mártioda y su torre. Edificó el palacio en torno a la torre, construyendo una vivienda dieciochesca.
Al dar la configuración de palacio se abrieron ventanas, modificando todas las alturas de forjados. Las nuevas ventanas que se abrieron sobre el cuerpo principal de la torre disponen de grandes jambas de piedra. 
La fachada sur, la más abierta, intenta mantener una simetría de huecos. Por encima de las construcciones palaciegas se abrieron siete ventanas de pequeño tamaño. La más pequeña, en la posición más alta, junto a las almenas de remate, dispone de vierteaguas con fuerte moldura. El resto de aperturas se distribuyen de manera homogénea.
Los alzados este y oeste solamente se perforan por un eje de huecos central. El norte no tiene huecos, excepto las primitivas saeteras superiores.
El cuerpo del nuevo palacio funciona como un zócalo que se adosa a la torre. Los huecos de los que dispone no mantienen una clara jerarquía. Los añadidos fundamentales se producen en el este y oeste, quedando el sur como protección del acceso y el norte como pasillo de unión de ambas alas. La altura de estos añadidos es de planta baja y un piso. 
Destaca en el sur, protegiendo la entrada original de la torre, un cuerpo saliente, que aloja la puerta y dos ventanas, pero evoca a un matacán de grandes dimensiones. Existe una segunda puerta de acceso, en la misma fachada, hacia el este, revestida en chapa, con la inscripción: "ME YZO JOSE DE LEIZA. AÑO 1799".
Existen más añadidos, hacia el oeste, en torno a un segundo patio cuadrado. Estas construcciones parecen responder más a un uso agrícola que al representativo del palacio.